# Banigbé (Altopiano)
Banigbé è un arrondissement del Benin situato nella città di Ifangni (dipartimento dell'Altopiano) con 18.235 abitanti (dato 2006).